# Kirchplatz (Düsseldorf)
Der Kirchplatz liegt südlich der Düsseldorfer Innenstadt im Stadtteil Unterbilk.
Er befindet sich in zentraler Lage und ist daher auch wichtiger Verkehrsknotenpunkt. Anlässlich einer umfangreichen Umgestaltung in den Jahren 2004/2005 im Rahmen des Platzda!-Projekts der Stadt Düsseldorf wurden auf dem Kirchplatz, ähnlich wie auf dem Carlsplatz, festinstallierte Marktpavillons errichtet. Diese dienen dem täglichen Verkauf von Frischwaren wie Blumen, Obst, Gemüse und Fisch; des Weiteren befinden sich in diesen Pavillons auch Lokalitäten mehrerer Nationalitäten. Den Abschluss des südlichen Teils bildet die neugotische St.-Peter-Kirche.

## Bedeutung im Straßennetz
Der Kirchplatz ist Kreuzungspunkt der wichtigen Innenstadtstraßen Elisabethstraße/Friedrichstraße und Fürstenwall. Unter dem Platz besteht ein Parkhaus.
Auf der Seite der Elisabethstraße befindet sich der U-Bahnhof „Kirchplatz“ der Wehrhahn-Linie. Die Haltestelle wird von den Linien U71, U72 U73 und U83 bedient, welche die Stadtteile Rath, Gerresheim, Benrath, Volmerswerth und die Kreisstadt Ratingen verbinden. Außerdem verbinden die Buslinien M3, 732, 736, 835 und 836, unter anderem Lörick, Holthausen und den Düsseldorfer Hafen.
Vor Inbetriebnahme der U-Bahn war der Kirchplatz Haltestelle der Düsseldorfer Straßenbahn. Die Linien 703, 706, 712 und 713 hielten aus Nordrichtung kommend an der Haltestelle an der Elisabethstraße/Kirchplatz und aus Südrichtung kommend an der Haltestelle Friedrichstraße/Kirchplatz. Die Linien 703 und 713 hatten seinerzeit ihre Endhaltestelle an der Kirchfeldstraße hinter der Kirche St. Peter. Außerdem betreibt die Rheinbahn die Buslinie 725, die ebenfalls am Kirchplatz eine Haltestelle anfährt.

## Zukunft des Kirchplatzes
Seit Fertigstellung der Wehrhahn-Linie im Jahre 2015/2016 und der damit verbundenen Stilllegung der Straßenbahnanlagen rund um den Kirchplatz wird weniger Platz für den öffentlichen Personennahverkehr benötigt. Die Station Kirchplatz befindet sich südlich der Kreuzung Elisabethstraße/Fürstenwall. Sie ist mit einem mit Rolltreppe und Treppe ausgestatteten Zugang sowie einem Aufzug direkt vom Kirchplatz aus zugänglich.

## Geschichte

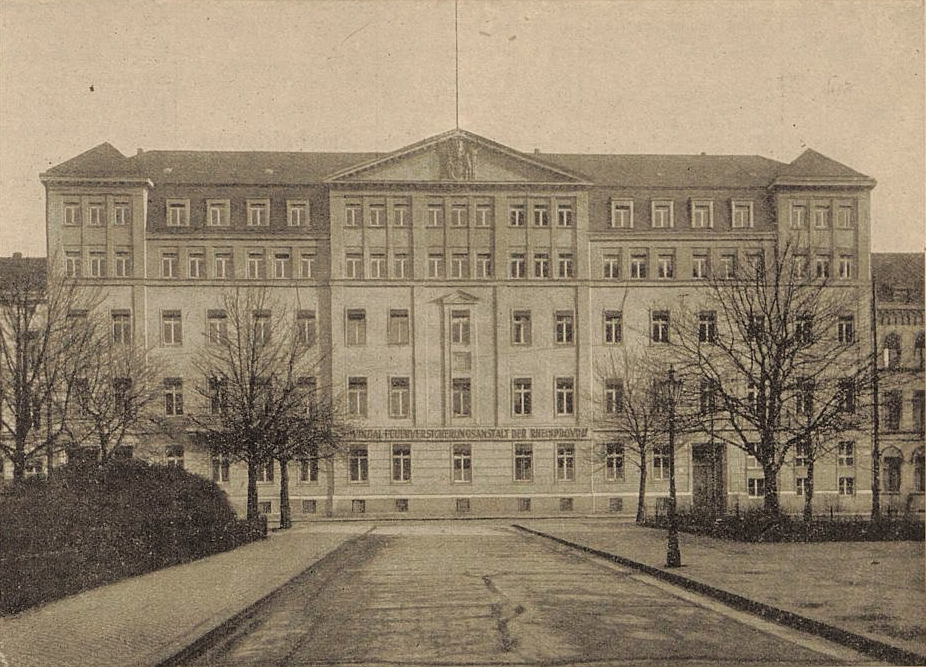
Verwaltungsgebäude der Provinzial-Feuerversicherungsanstalt der Rheinprovinz, Friedrichstraße 70/74 (am Kirchplatz), 1936

Laut Karte (Plan de Dusseldorff levé en 1759) war ein Bereich (heute zwischen Elisabethstraße, Bilker Allee und Kronenstraße) spärlich mit Bäumen bewachsen und wurde „Am Hasenbusche“ genannt. Nur in der Gegend der heutigen Kronprinzenstraße lag die Wasserburg, ganz von der Düssel umgeben, weiter herunter die Kraut-Mühle. An dem Standort des heutigen Kirchplatzes, in der damaligen Honschaft Mühlenhofen (Unterbilk), lag eine Kiesgrube, welche mit Schlamm aus dem vormaligen Lohpohl, dem ab 1842 angelegten Kaiserteich, angefüllt wurde. Das Gebiet um die Teiche, die nach der Schleifung der Festungsanlagen Düsseldorfs ab 1802 entstanden, heute der Spee’sche Graben, der Schwanenspiegel und der Kaiserteich, war im Laufe der Zeit durch Überschwemmungen von Rhein und Düssel versumpft und die Festungsgräben vollständig verkommen.
Die zum Kirchplatz angrenzende Friedrichstadt war bis Mitte des 18. Jahrhunderts noch unbewohnt, bis Mitte des 19. Jahrhunderts noch weitgehend unbebaut. Die Elisabeth- und Friedrichstraße wurden im Jahre 1854 angelegt. 1876 wurde die Kreuzung mit der Kirchfeldstraße gepflastert. Der zwar zu dieser Zeit schon angeführte Kirchplatz wurde im Jahre 1882 planiert, 1883 mit Kastanien bepflanzt und ein hoher Schalen-Springbrunnen nach Entwurf der Architekten Tüshaus & von Abbema aufgestellt. Tüshaus und Abbema hatten auch dem Stadtrat einen Entwurf für die Pfarrkirche St. Peter vorgelegt. Dieser Plan sah noch eine Ost-West-Ausrichtung der Kirche und deutlich kleinere Abmessungen vor und wurde später abgelehnt. Mit dem Bau der St.-Peter-Kirche musste der Springbrunnen, er stand dort, wo jetzt sich der Turm von St.-Peter erhebt, weichen.